# 周杰 (中办)
周杰（1927年—2005年7月10日）江苏阜宁人，中国共产党及中华人民共和国官员，中共中央办公厅副主任，第七届全国人大常委会副秘书长。

## 生平
1944年参加革命工作，同年加入中国共产党，历任阜宁县第三区游击队员、公兴区区委副书记兼组织委员等职。第二次国共内战时期，历任阜宁县三区区委书记、华中五分区总工会常委、阜宁县委工作组组长等职。1948年8月参加河北省平山县中央团校第一期学习，后来留校工作。中华人民共和国成立后，在中央团校历任教育科科员、政治经济学教研室主任兼校党委委员、团校副教育长等职。文革中受冲击。1972年春，调到国家出版局人民出版社从事编辑工作。中共十一届三中全会后，任人民出版社副社长、党委副书记。1979年春，调到中共中央办公厅工作，历任中共中央办公厅秘书局秘书、副局长，中央书记处研究室室务委员等职。1983年2月任中共中央办公厅副主任。1987年12月任中央政治体制改革研究室副主任。1988年3月当选第七届全国人大法律委员会委员，同年9月任第七届全国人大常委会副秘书长。1993年6月离休。离休后享受部长级医疗待遇。
2005年7月10日，周杰在北京病逝，享年78岁。